# James Hall
För den skotske geologen, se James Hall (geolog)
James Hall, född 12 september 1811 i Hingham, Massachusetts, död 7 augusti 1898 i Bethlehem, New Hampshire, var en amerikansk geolog och paleontolog. 
Hall blev 1837 delstatsgeolog för New York, 1855 för Iowa och 1871 direktör för delstaten New Yorks naturaliemuseum. År 1843 utgav han en utförlig berättelse om sina undersökningar i delstatens västra del. Särskilt riktade han sin uppmärksamhet åt de paleozoiska formationerna och utgav Palæontology of New York (fem band, 1847-79), Geological Reports of Iowa (1858-60), en monografi över graptoliterna i Kanada (1865) m.m.
Hall kan genom sina arbeten sägas ha lämnat den paleontologiska grundvalen för kännedomen om paleozoikum inte bara i delstaten New York, utan också i övriga delar av Nordamerika.